# Wilhelm Buff

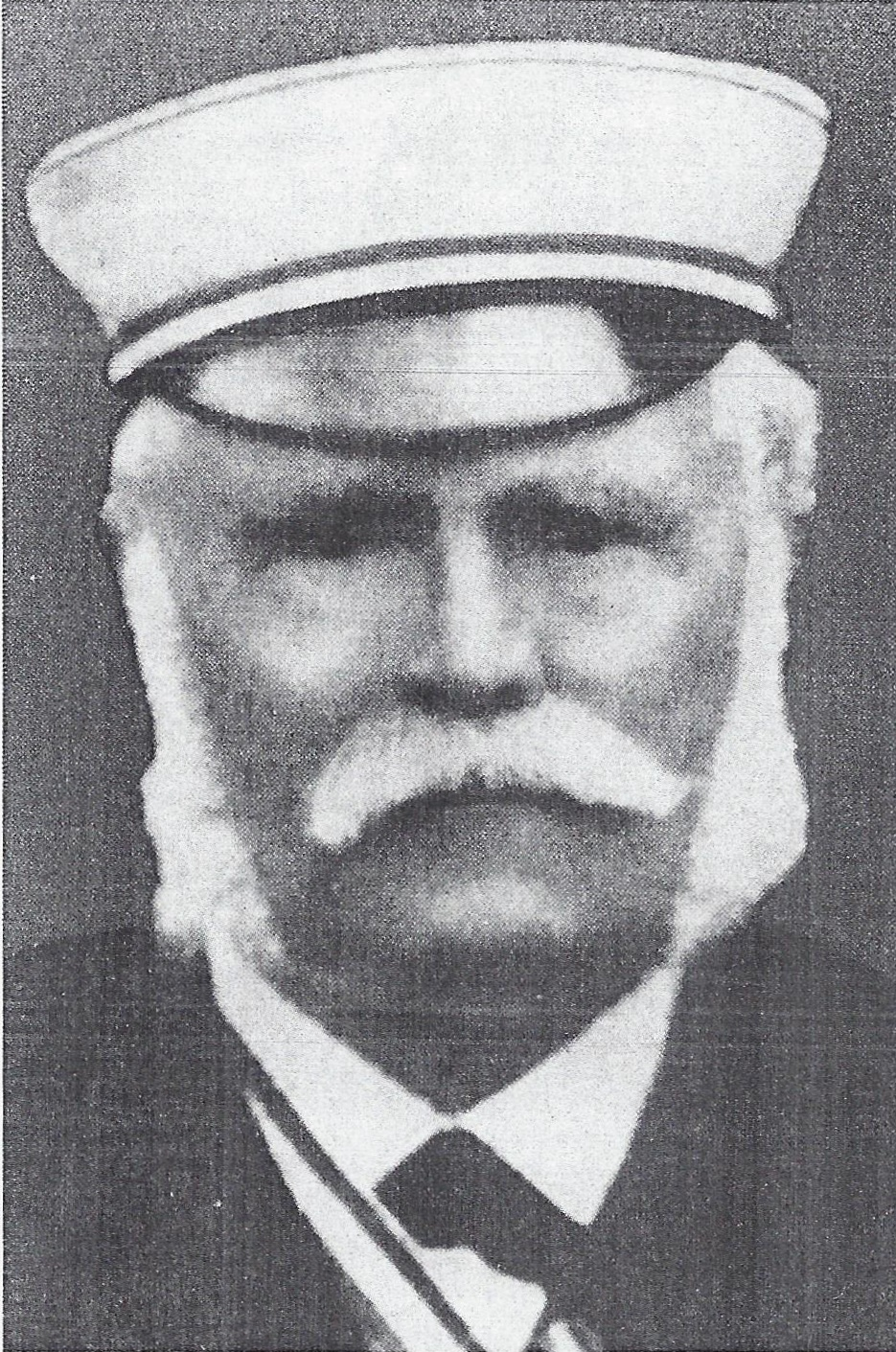
Wilhelm Buff

Wilhelm Buff (* 7. Februar 1825 in Hungen, Mittelhessen; † 6. Februar 1900 in Gießen) war ein deutscher Richter und Politiker.

## Leben
Wilhelm Buff studierte ab 1843 Rechtswissenschaft an der Hessischen Ludwigs-Universität Gießen. 1844 wurde er im Corps Hassia Gießen recipiert.  Als Inaktiver wechselte er an die Friedrich-Wilhelms-Universität zu Berlin.
Nachdem er das Studium 1847 beendet hatte, verfasste er mehrere juristische Abhandlungen. Über einige Jahre war er Schriftführer und Vorsitzender des hessischen Juristenvereins. 1850 wurde er Sekretär, 1853 Hilfsrichter und 1861 Assessor beim Hofgericht in Gießen. 1864 ernannte man ihn zum Hofgerichtsrat. Er war von 1875 bis 1879 Richter am Reichsoberhandelsgericht und von 1879 bis zu seiner Pensionierung im Jahre 1894 Richter am Reichsgericht. Er setzte sich in Wiesbaden zur Ruhe.

### Reichstag
Am 1. März 1869 wurde er in einer Ersatzwahl im Wahlkreis Hessen 2 (Friedberg, Büdingen, Vilbel) in den Reichstag des Norddeutschen Bundes gewählt, wodurch er auch Mitglied des Zollparlaments wurde. Die Wahl wurde notwendig, weil der Abgeordnete Arnold Wendel im Dezember 1868 verstorben war. In der Wahl unterlegen war Heinrich Bernhard Oppenheim:

„Bei der Wahl im hessischen Bezirk Friedberg haben die Bismärckler zu frühe Hurrah geschrieen: ihr Candidat Dr. Oppenheim erhielt 6251 Stimmen; der Großdeutsche, Hofgerichtsrath Buff, 7155.“

Die Wahl wurde von den Oppenheims Anhängern beanstandet und im Reichstag am 20. März verhandelt. Kritisiert wurde, dass Buff ein Regierungskandidat und die Wahl manipuliert worden sei.

„Für Buff hatten Kinder und Frauen Stimmzettel abgegeben, und zu fast allen Stimmzetteln war so dünnes, hessisches Papier verwandt worden, daß man deutlich von außen erkannte, wer sich durch die Wahl des Hrn. Buff bei Hrn. von Dalwigk ein unvergeßliches Denkmal setzte, und wer dagegen den bösen H. B. Oppenheim in Berlin wählte.“

 Nach der Wahlordnung hatten die Wähler den Wahlschein ausgefüllt mitzubringen. Für jeden Kandidaten gab es eigene Wahlscheine, die die jeweilige drucken ließ. Es wurden auch in geschlossene Wählerverzeichnisse nachträglich Personen eingetragen oder Stimmen für Oppenheim von Wahlvorstehern nicht angenommen. Aber wie auch immer Stimmen in Abzug gebracht worden wären, wäre ein Stimmenvorsprung für Buff übriggeblieben. In der ersten Sitzung vom 19. Juni wurde die Wahl für gültig erklärt. Die knappe Entscheidung, wurde von den Konservativen getragen, aber auch von Hermann Heinrich Becker unterstützt. Der Kladderadatsch karikierte die Entscheidung:

„Bei der Wahl ward zwar gefehlt – Buff ! – manche Stimme falsch gezählt – Buff! – viel gekohlt und viel krakeelt – Buff! – doch zuletzt parteibeseelt – Buff! – eine Mehrheit rausgequält – Buff! – Darum bleibt Herr Buff gewählt. – Buff!“

Die Anhänger Oppenheims druckten danach eine Broschüre mit ihrer Darstellung. Dort erhoben sie unter anderem den Vorwurf, dass im Wahlkampf antijudaistische oder antisemitische Ressentiments gegen Oppenheim bedient worden seien.
Buff gehörte im Reichstag keiner Fraktion an, sondern war ein unabhängiger Liberaler. Bei der ersten Abstimmung über die Lex Miquel-Lasker fehlte er. Er stimmte gegen das Wahlrecht für Soldaten oder war in der entscheidenden Abstimmung über die Einführung von Abgeordnetenentschädigungen nicht anwesend.

### Landtag
Von 1873 bis 1875 saß Buff als Abgeordneter in der 2. Kammer der Landstände des Großherzogtums Hessen.

## Ehrungen
- Verdienstorden Philipps des Großmütigen, Ritterkreuz I. Klasse (17. Februar 1876)[11]
- Roter Adlerorden IV. Klasse[12]
- Roter Adlerorden III. Klasse
- Verdienstorden Philipps des Großmütigen, Komtur II. Klasse (1890)

## Familie
Buff war evangelisch. Sein Vater war der Advokat und Prokurator Ludwig Buff (1799–1835). Seine Mutter war Auguste Reifenstein (1805–1857), eine unebenbürtige Tochter von Karl zu Solms-Braunfels. Buff war zweimal verheiratet. Sein Sohn Friedrich Buff war ebenfalls hessischer Landtagsabgeordneter und Reichsgerichtsrat.